# Medvladna organizacija za mednarodne železniške prevoze
Medvladna organizacija za mednarodne železniške prevoze (francosko Organisation Intergouvernementale pour les transports internationaux ferroviaires, kratica OTIF) je mednarodna organizacija, katere cilj je usklajevanje pravil in koordinacija mednarodnega železniškega prevoza.

## O organizaciji
Mednarodna organizacija za mednarodni železniški promet (OTIF) je bila ustanovljena 1. maja 1985 s sedežem v Bernu, Švica. Njen temeljni pravni akt je Konvencija o mednarodnem železniškem prometu z dne 9. maja 1980, v različici Protokola o spremembah z dne 3. junija 1999 COTIF. Predhodnik organizacije je bil Centralna pisarna za mednarodni železniški promet, ki je bila vzpostavljena leta 1983.Njeni glavni organi so generalna skupščina, upravni odbor, odbor za revizijo, odbor strokovanjakov za prevoz nevarnih snovi in odbor za železniško infrastrukturo.

### Države članice
Organizacija ima 47 držav članic iz Evrope, Bližnjega vzhoda in Severne Afrike ter eno pridruženo članico (Jordanija). Status Iraka in Libanona miruje dokler se ponovno ne vzpostavi mednarodni železniški promet s tema državama.

#### Seznam držav članic
- Albanija
- Alžirija
- Armenija
- Avstrija
- Belgija
- Bosna in Hercegovina
- Bolgarija
- Češka
- Črna gora
- Danska
- Estonija
- Finska
- Francija
- Gruzija
- Grčija
- Hrvaška
- Irak
- Iran
- Irska
- Italija
- Latvija
- Libanon
- Lihtenštajn
- Litva
- Luksemburg
- Madžarska
- Maroko
- Monako
- Nemčija
- Nizozemska
- Norveška
- Poljska
- Portugalska
- Romunija
- Rusija
- Severna Makedonija
- Sirija
- Srbija
- Slovaška
- Slovenija
- Španija
- Švedska
- Švica
- Tunizija
- Turčija
- Ukrajina
- Združeno kraljestvo Velike Britanije in Severne Irske

#### Pridružene članice:
- Jordanija

#### Regionalne ekonomske integracije:
- Evropska unija

## Organi

### Generalni sekretar
Generalnega sekretarja vsake tri leta izvoli Generalna skupščina. Njegov mandat je določen v 21. členu Konvencije (COTIF). Njegove naloge med drugim obsegajo: 
- funkcija depozitarja Konvencije
- predstavljanje Organizacije navzven
- sklic Generalne skupščine
- obveščanje držav članic o odločitvah posameznih organov Organizacije
- vodenje osebja Organizacije